# Clytorhynchus hamlini
Clytorhynchus hamlini là một loài chim biết hót trong họ Monarchidae. Chúng là loại đặc hữu của quần đảo Solomon.